# موریس ادلستون
موریس ادلستون (انگلیسی: Maurice Edelston؛ ۲۷ آوریل ۱۹۱۸ – ۳۰ ژانویهٔ ۱۹۷۶) بازیکن فوتبال اهل بریتانیا بود.
از باشگاه‌هایی که در آن بازی کرده‌است می‌توان به باشگاه فوتبال فولام، باشگاه فوتبال برنتفورد، باشگاه فوتبال ردینگ، باشگاه فوتبال کورینتیان، باشگاه فوتبال ویمبلدون، تیم فوتبال المپیک بریتانیای کبیر، و باشگاه فوتبال نورث‌همپتون تاون اشاره کرد.
وی همچنین در تیم‌های ملی فوتبال تیم فوتبال المپیک بریتانیای کبیر، تیم ملی فوتبال آماتور انگلستان و تیم ملی فوتبال انگلستان بازی کرده‌است.